# Legio VII Gemina
A Legio VII Gemina (legio septima Gemina, az ikrek (Romulus és Remus) hetedik légiója) egy római légió volt, amelyet Galba alapított és Hispaniában állomásozott. Hadijelvénye nem ismert.

## Története

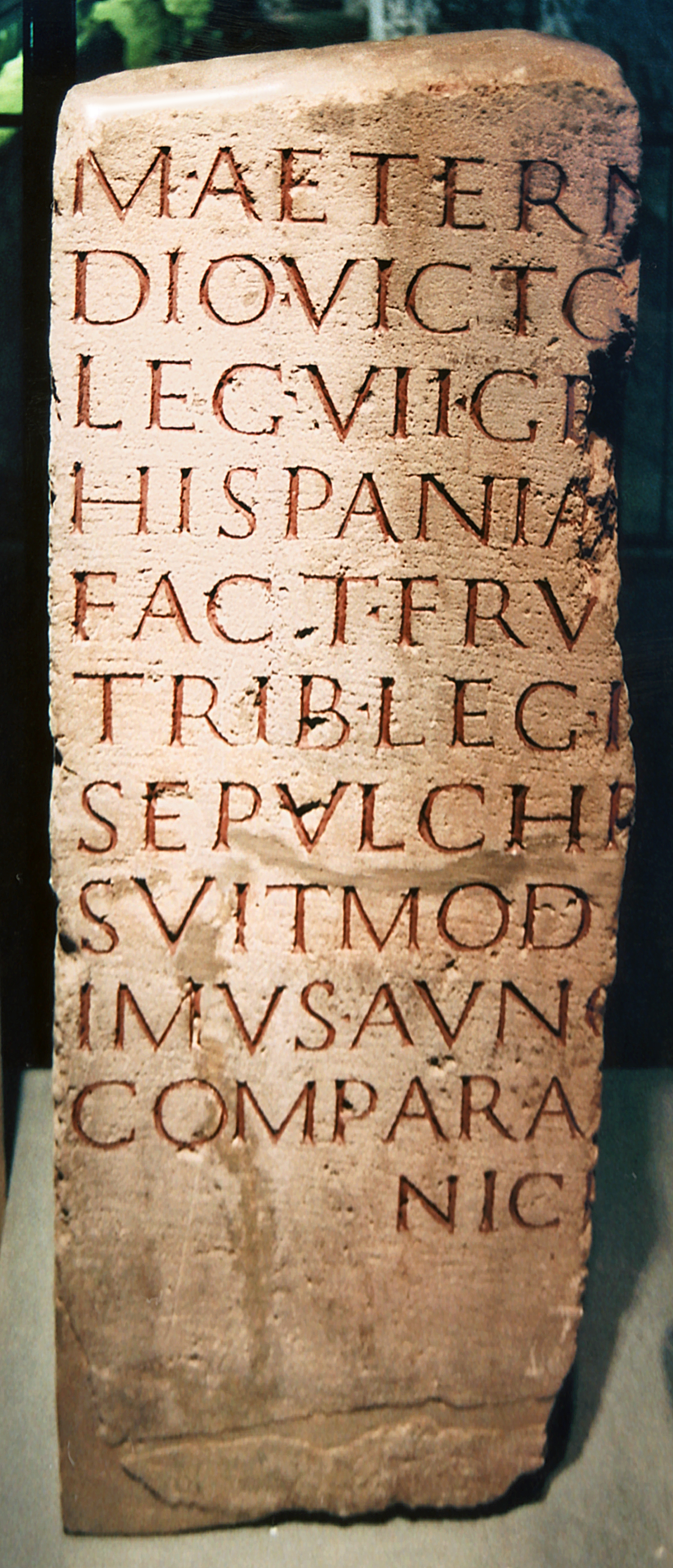
A Legio VII Gemina katonájának Kölnben talált sírköve

I. sz. 67-ben Nero császár trónja megingott, a szenátorok és helytartók eltávolítását tervezték. Többek között Lucius Clodius Macer Africában toborzott saját légiót, Gaius Julius Vindex pedig Galliában lázadt fel (a Verginius Rufus vezette germaniai egységek verték le). Hispania Tarraconensis helytartója, Servius Sulpicius Galba szintén felállított egy új egységet (hivatalosan 68. június 10-én), amelyet egyszerűen hetedik légiónak neveztek (mert Hispaniában már ott állomásozott a Legio VI Victrix; az új egységet Tacitus néha nemhivatalosan Galbiana vagy Hispana nevekkel illette). Galba katonáival 68 októberében bevonult Rómába, hogy elfoglalja a Nero öngyilkosságával üressé vált császári trónt. Az új uralkodó nem akart zsarnoknak tűnni, ezért a légiót Pannóniába küldte, hogy Carnuntumnál védje a dunai határt. A várost addig védő X Geminát Hispániába vezényelték. 69 januárjában a Rajna-menti légiók fellázadtak Galba ellen és Vitelliust választották császárnak. Galbát meggyilkolták, utódja Otho lett, akit Vitelliues legyőzött. A szenátus kénytelen volt elfogadni az új uralkodót, de még ugyanabban az évben fellázadtak a zsidók elleni háborúba küldött katonák, akit Vespasianust kiáltották ki uralkodónak.
A dunai légiók, köztük a hetedik, Vespasianus mellé álltak és Észak-Itáliában legyőzték Vitellius híveit. A Legio VII (Hispana) és parancsnoka, Antonius Primus volt az első az új császár egységei közül amely bevonult Rómába (tizennégy hónapon belül immár másodszor).
Vespasianus átszervezte a hetedik légiót, feltöltötte a feloszlatott I Germanica katonáival és átnevezte Legio VII Geminává. Egy ideig Pannoniában és Germania Superiorban szolgált és kiérdemelte a Felix ("szerencsés") melléknevet. Négy-öt évvel később visszavezényelték Hispania Tarraconensisbe, ahol a Legio nevű táborban szállásolták el (a mai León), amely Gallaecia arany- és vasércbányáit védte. A VII Gemina több évszázadon át maradt itteni erődjében. Katonáit gyakran kiküldték más fontos városok és utak őrzésére vagy közigazgatási feladatok ellátásra. Tudjuk például, hogy legionáriusok dolgoztak a helytartó tarracói hivatalában. Időnként egyes kisebb alaegységeit a Birodalom határvidékére irányították, hogy részt vegyenek a folyó háborúkban.
A légiót 86 és 89 között Marcus Ulpius Traianus, a leendő császár vezette. Ezen idő alatt Germania Superior kormányzója, Antonius Saturninus fellázadt és Traianus a Rajnához vonult katonáival. Azonban mire odaértek, a lázadást már leverték. 

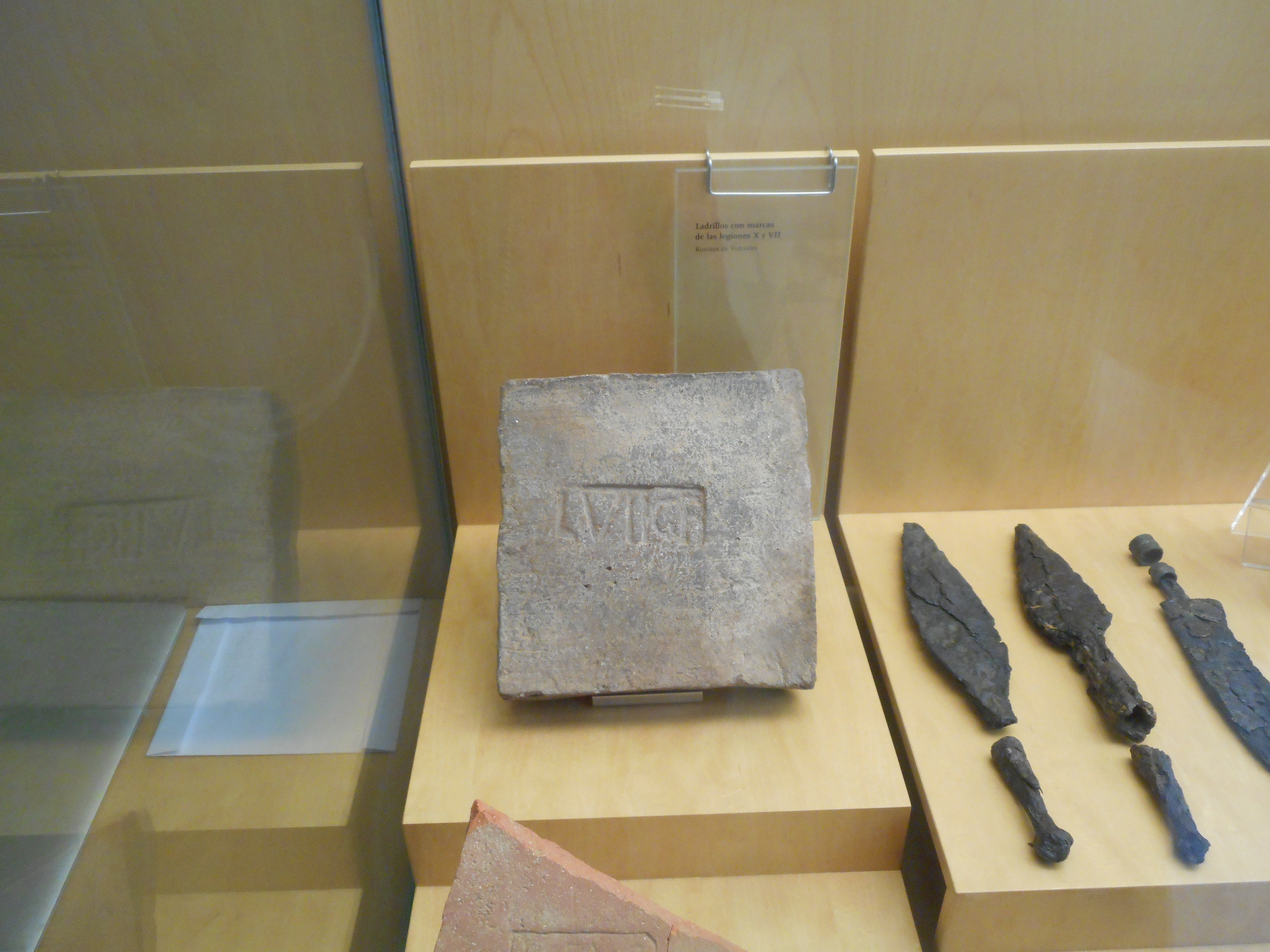
Tégla a Legio VII Gemina pecsétjével

119-ben egy ezer emberből álló kontingenst Britanniába dobtak át, az északi barbárok betörései ellen. Lehetséges, hogy Hadrianus falának építésében is részt vettek. A légió néhány emberének sírját Lambaesisben (a mai Algériában) tárták fel; lehetséges, hogy azt a helyőrséget pótolták velük, amelyet a 132-136 között zajló Bar Kochba-féle zsidó felkelés ellen vezényeltek.
Antoninus Pius uralkodása idején (138-161), a VII Gemina az afrikai Mauretaniában harcoltak az őslakos maurik ellen, akik egy időben Andalúziába is betörtek. Lehetséges, hogy a légió Marcus Aurelius idején (161-180) egy ideig Hispalisban (Sevilla) állomásozott.
Lucius Septimius Severus új melléknevet (Pia) adományozott a 7. légiónak; feltehetően azért mert hűséges maradt hozzá a Clodius Albinus ellen vívott polgárháborúban, 197-ben. Egy felirat és egy jelölt tetőcserép tanúsága szerint egy alegysége részt vett Severus Alexander 235-ös germánok elleni hadjáratában.
A hadjárat után az egység egy időre eltűnt a forrásokból, de azt tudjuk, hogy a 4. század végén még mindig Leónban állomásozott. Feltehetően 409-ben szenvedett vereséget és semmisült meg, amikor a vizigótok, vandálok és szvébek megszállták Hispániát.